# Oxyaena forcipata
Oxyaena forcipata Cope, 1874 era uma espécie do gênero Oxyaena, da família dos Oxyaenidae.

## Etimologia
Latim forcipata, de forceps, "pinça, tenaz".